# Mail – Botschaften aus dem Jenseits
Mail – Botschaften aus dem Jenseits (jap. メイル meiru) ist ein Horror-Manga des japanischen Zeichners Housui Yamazaki. Er ist dem Seinen-Genre zuzuordnen.
Mail besteht aus abgeschlossenen Kurzgeschichten und erzählt die Abenteuer des Privatdetektivs Reiji Akiba, der Jagd auf übersinnliche Erscheinungen macht.

## Handlung
Akiba, seit seiner Kindheit praktisch blind, erhält als junger Mann durch Operationen sein Augenlicht wieder. Als Nebeneffekt kann er jedoch fortan Geister sehen, die sich ihm teilweise an die Fersen heften. Hilfe erhält Akiba durch den Geist eines Priesters und ehemaligen Geisterjägers, der ihn als seinen Nachfolger auserwählt und ihm die Pistole Kagutsuchi überreicht. Diese verschießt geweihte Patronen, die Geister endgültig ins Jenseits befördern können.
Akiba erhält später Verstärkung durch den Geist Mikoto, eine Freundin aus seinen Kindertagen, die ermordet wurde und die er als Erwachsener wieder beschwört.

## Veröffentlichungen
Mail erschien in Japan von 2004 bis 2005 in Einzelkapiteln im Manga-Magazin Shōnen Ace. Der Verlag Kadokawa Shoten fasste diese Einzelkapitel auch in drei Sammelbänden zusammen. Eine US-Ausgabe erschien bei Dark Horse, eine französische bei Sempai.
Auf Deutsch wurden alle drei Bände der Serie 2006 bei Egmont Manga und Anime veröffentlicht.

## Crossover
Seit Beendigung von Mail zeichnet Housui Yamazaki nach Szenarien von Eiji Otsuka die Serie The Kurosagi Corpse Delivery Service. Im 18. Kapitel dieser Serie (wiederveröffentlicht im vierten Tankōbon) hat Reiji Akiba einen weiteren Auftritt.